# Pavel Kudryashov
Pavel Igorevich Kudryashov (tiếng Nga: Павел Игоревич Кудряшов; sinh ngày 27 tháng 11 năm 1996) là một cầu thủ bóng đá người Nga thi đấu cho F.K. Krylia Sovetov Samara.

## Sự nghiệp câu lạc bộ
Anh ra mắt chuyên nghiệp tại Giải bóng đá chuyên nghiệp quốc gia Nga cho FC Tom-2 Tomsk vào ngày 19 tháng 7 năm 2014 trong trận đấu với FC Yakutiya Yakutsk.